# Marc Rigouts
Marc Rigouts (Leuven, 14 oktober 1958) is een Belgische eventingruiter.

## Levensloop
Hij nam in 2012 deel aan de Olympische Spelen. Rigouts is vooral actief als trainer.

## Palmares

### 2012
- 10e Olympische Spelen in Londen (Groot-Brittannië) (Landenteams)